# 広島県立ふくやま産業交流館
広島県立ふくやま産業交流館（ひろしまけんりつ ふくやま さんぎょうこうりゅうかん）は、広島県福山市にある県立多目的イベントホールである。愛称は福山市の花であるバラにちなんだ「ビッグ・ローズ」。

## 概要
- 所在地 広島県福山市御幸町大字上岩成字正戸476-5
- エントランスホール・情報コーナー
- 大展示室 4,476 m2（最大、4分割可能）
- 小展示室 498 m2（2分割可能）
- 会議室 5室
- 研修室 321 m2

## アクセス
- 西日本旅客鉄道（JR西日本）山陽本線・山陽新幹線福山駅より約10km（自動車で約20分）
- JR福塩線万能倉駅よりタクシーで約5分（徒歩で約20分）
- 山陽自動車道福山東ICから約7km（自動車で約15分）
- 福山駅前バスのりばから
  - 中国バス（6番のりば） 中国中央病院行きまたは経由で約30分。ビッグ・ローズ前下車
  - 井笠バスカンパニー（8番のりば）
- 広島（広島市）から、高速バスリードライナーでビッグ・ローズ前下車

## 周辺
- フジグラン神辺
- 福山平成大学
- 公立学校共済組合中国中央病院
- 中国バス福山営業所平成車庫

## その他
- 正式名称よりも愛称が広く定着しているが、ビッグローズ前の交差点は「県立ふくやま産業交流館前」になっている。
- 2007年7月まで広島テレビの住宅展示場「ハウジング福山北」が近くにあり、CMでも「ビッグローズ近く」と案内していた。
- 福山市松浜町には福山市の施設である「リーデンローズ」が、緑町には「ローズアリーナ」ある。これらもバラにちなんだ名前である。